# Kolumbijski divlji pas
Kolumbijski divlji pas (lat. Speothos venaticus) je divlji pas, koji živi u Srednjoj i Južnoj Americi. 
Unatoč velikim području rasprostiranja, vrlo je rijedak u većini područja, osim u Surinamu. Prvi ga je identificirao Peter Wilhelm Lund, ali u obliku fosilnih nalaza u brazilskim špiljama i vjerovalo se, da je iščezla vrsta. Kolumbijski divlji pas jedini je živi predstavnik u rodu Speothos. Najbliži mu je genetski srodnik grivasti vuk.
Odrasli kolumbijski divlji psi imaju mekano dugo smeđe krzno, sa svjetlo crvenkastim nijansama na glavi, vratu, leđima i čupavom repu, dok je donji dio tijela taman. Mlade jedinke imaju crnu dlaku po cijelom tijelu. Odrasli psi obično imaju tijelo dužine 55-75 cm, s 13 cm dugim repom. Ramena visina iznosi 20-30 cm, a teže 5-8 kg. Imaju kratke noge u odnosu na tijelo, kao i kratku njušku i relativno male uši. Djelomično su mu im isprepleteni prsti, što im omogućuje, da plivaju učinkovitije.
Zubi su prilagođeni za prehranu mesom. Ima zubnu formulu: 3.1.4.1 (gornji red), 3.1.4.2 (donji red), ukupno 38 zuba. 
Oni prvenstveno nastanjuju nizinske šume do 1,900 metara nadmorske visine, vlažne savane i druga staništa u blizini rijeka, ali također i u tropskim savanama cerrado.
Postoje tri priznate podvrste: 
- Speothos venaticus venaticus
- Speothos venaticus panamensis
- Speothos venaticus wingei

Obično se hrane glodavcima i love u paru. Ponekad žive u jazbinama armadila.